# Parijs-Tours 1918
De dertiende editie van Parijs-Tours  werd verreden op zondag 19 mei 1918. De wedstrijd had een lengte van 248 kilometer, startte in Parijs en eindigde in Tours. 
De wedstrijd werd georganiseerd ondanks de Eerste Wereldoorlog.
De Fransman Charles Mantelet won de wedstrijd Parijs-Tours.

## Uitslag
| Plaats  | Naam             | Tijd     |
| ------- | ---------------- | -------- |
| Winnaar | Charles Mantelet | 8u13'00" |
| 2       | Lucien Cazalis   | z.t.     |
| 3       | Alexis Michiels  | +3'10"   |
| 4       | Armand Lemee     | z.t.     |
| 5       | Charles Kippert  | z.t.     |
| 6       | Paul Duboc       | z.t.     |
| 7       | Georges Pasche   | z.t.     |
| 8       | René Chassot     | +9'00"   |
| 9       | Ali Neffati      | +27'10"  |
| 10      | Lucien Patthey   | z.t.     |

1896 · 
1897 · 
1898 · 
1899 · 
1900 · 
1901 · 
1902 · 
1903 · 
1904 · 
1905 · 
1906 · 
1907 · 
1908 · 
1909 · 
1910 · 
1911 · 
1912 · 
1913 · 
1914 · 
1915 · 
1916 · 
1917 · 
1918 · 
1919 · 
1920 · 
1921 · 
1922 · 
1923 · 
1924 · 
1925 · 
1926 · 
1927 · 
1928 · 
1929 · 
1930 · 
1931 · 
1932 · 
1933 · 
1934 · 
1935 · 
1936 · 
1937 · 
1938 · 
1939 · 
1940 · 
1941 · 
1942 · 
1943 · 
1944 · 
1945 · 
1946 · 
1947 · 
1948 · 
1949 · 
1950 · 
1951 · 
1952 · 
1953 · 
1954 · 
1955 · 
1956 · 
1957 · 
1958 · 
1959 · 
1960 · 
1961 · 
1962 · 
1963 · 
1964 · 
1965 · 
1966 · 
1967 · 
1968 · 
1969 · 
1970 · 
1971 · 
1972 · 
1973 · 
1974 · 
1975 · 
1976 · 
1977 · 
1978 · 
1979 · 
1980 · 
1981 · 
1982 · 
1983 · 
1984 · 
1985 · 
1986 · 
1987 · 
1988 · 
1989 · 
1990 · 
1991 · 
1992 · 
1993 · 
1994 · 
1995 · 
1996 · 
1997 · 
1998 · 
1999 · 
2000 · 
2001 · 
2002 · 
2003 · 
2004 · 
2005 · 
2006 · 
2007 · 
2008 · 
2009 · 
2010 · 
2011 · 
2012 · 
2013 · 
2014 · 
2015 · 
2016 · 
2017 · 
2018 · 
2019 ·
2020 ·
2021 ·
2022 ·
2023 ·
2024 ·
2025